# Egeria heterostemon
Egeria heterostemon là một loài thực vật có hoa trong họ Hydrocharitaceae. Loài này được S.Koehler & C.P.Bove mô tả khoa học đầu tiên năm 2001.